# Nazionale maschile di calcio della Lituania
La nazionale di calcio della Lituania (lituano Lietuvos vyrų futbolo rinktinė) è la rappresentativa calcistica della Lituania. È controllata dalla Federazione calcistica della Lituania, affiliata alla UEFA.
La nazionale lituana, che gioca in maglia gialla con pantaloncini verdi, esordì nel 1923 e fu sciolta nel 1940, quando la Lituania fu annessa all'Unione Sovietica. Tornata a esistere con l'indipendenza del paese conseguente alla dissoluzione dell'URSS, la selezione lituana tornò a giocare nel 1990. Non si è mai qualificata alla fase finale di un campionato mondiale né di un campionato europeo. Conta varie partecipazioni alla Coppa del Baltico, che ha vinto in 10 occasioni.
Nella classifica mondiale della FIFA, istituita nell'agosto 1993, la Lituania ha ottenuto quale miglior piazzamento il 37º posto nell'ottobre 2008, mentre il peggior piazzamento è il 148º posto del novembre 2017. Occupa il 135º posto.

## Storia
La nazionale lituana di calcio giocò la sua prima partita il 24 giugno 1923, perdendo a Kaunas per 5-0 contro l'Estonia. Il 24 agosto 1924 ottenne la sua prima vittoria, a Tallinn contro l'Estonia per 2-1. Fino all'occupazione sovietica giocò 69 partite, di cui vinte 14, pareggiate 12 e perse 43.
Fino al 1927 giocava di frequente senza un allenatore. Nel 1927 la federcalcio lituana nominò allenatore Ferenc Molnár, ungherese, che rimase in carica solo per due partite, perse per 6-3 contro la Lettonia e per 5-0 contro l'Estonia, prima dell'esonero.
Negli anni '30 la Lituania tornò a non avere un allenatore. Il nuovo tecnico, l'austriaco Ditrich, conseguì due successi e un pareggio, ma nel 1931 tre sconfitte consecutive contro Romania (2-4), Estonia (0-2) e Lettonia (0-1) ne causarono l'esonero. Nel 1932 il comitato tecnico della federcalcio affidò la guida tecnica della squadra al capitano della squadra, Romualdas Marcinkas, il più giovane tecnico della nazionale (25 anni d'età nel 1932). Sotto la sua guida la squadra vinse 4 delle successive 15 partite, pareggiandone 4 e perdendone 7.
Nel 1924 la squadra lituana partecipò alle Olimpiadi di Parigi. Radunata in fretta e con poca preparazione fisica, la compagine giunse nella capitale francese il giorno prima dell'inizio delle partite. Perdendo al primo turno contro la Svizzera per 9-0, fu eliminata.
Nel 1928 prese parte alla prima edizione della Coppa del Baltico con gli altri paesi baltici. Il torneo divenne un appuntamento annuale dell'agenda calcistica, tranne due edizioni (saltarono solo quelle del 1934 e del 1939), e rimase tale sino al 1940. La squadra lituana vinse il torneo nel 1930 e nel 1935.
Nel 1934 partecipò alle qualificazioni per il mondiale italiano. Perse per 2-0 contro la Svezia e non disputò la gara contro l'Estonia, in quanto si ritenne inutile scendere in campo dopo la vittoria degli svedesi contro gli estoni.
Nel 1937, perdendo entrambe le sfide contro la Lettonia (4-2 a Riga e 5-1 a Kaunas), fu eliminata già al primo turno delle qualificazioni al campionato del mondo 1938.
Nel 1939 la Lituania venne annessa all'Unione Sovietica e la nazionale lituana cessò di esistere.
Dopo che il paese riaffermò la propria indipendenza nel 1990, la nazionale calcistica lituana esordì come rappresentativa di uno stato indipendente il 27 maggio di quell'anno, contro la Georgia.
Negli anni '90 fu una modesta nazionale europea. Ottenne il terzo posto nel proprio girone eliminatorio del campionato d'Europa 1996 e del campionato del mondo 1998. Il 26 giugno 1999 pareggiò a reti bianche in amichevole contro l'Argentina a Buenos Aires.
Nelle qualificazioni al campionato d'Europa 2004 ottenne due risultati di rilievo: un pari esterno contro la Germania e una vittoria interna contro la Scozia. Fu in corsa per la qualificazione fino all'ultima giornata delle eliminatorie, quando fu battuta per 1-0 sul campo della Scozia ed eliminata.
Nelle qualificazioni al campionato d'Europa 2008 colse un pareggio per 1-1 contro l'Italia campione del mondo a Napoli, maturato il 2 settembre 2006 nella prima partita delle eliminatorie. Nell'ottobre 2008 la Lituania raggiunse il 37º posto nella classifica mondiale della FIFA, miglior piazzamento della nazionale nella graduatoria. La squadra lituana concluse il girone di qualificazione all'europeo al quinto posto con ben 16 punti, al pari della ben più blasonata Ucraina.
Durante le eliminatorie del campionato del mondo 2010, il 6 settembre 2008, la Lituania ottenne una vittoria per 3-0 contro la Romania, successo storico cui fece seguito un'altra vittoria, per 2-0 contro l'Austria a Marijampolė, il 10 settembre 2008.
Nel dicembre 2013 la panchina della Lituania fu affidata a Igoris Pankratjevas, dopo tre mesi come allenatore ad interim. Il CT diresse la squadra nelle qualificazioni al campionato d'Europa 2016, concluse al penultimo posto nel girone, con tre vittorie in dieci gare. Furono chiuse al penultimo posto anche le qualificazioni al campionato del mondo 2018, con una vittoria in dieci partite.
Inserita nel girone di Lega C di UEFA Nations League 2018-2019 con Serbia, Romania e Montenegro, la Lituania retrocesse in Lega D piazzandosi ultima, dopo sei sconfitte in sei partite. Ripescata in Lega C in seguito alla modifica dei gironi per la successiva UEFA Nations League 2020-2021, si piazzò terza nel proprio raggruppamento, mantenendo così il posto in terza serie. Nelle qualificazioni al campionato del mondo 2022 la nazionale lituana ottenne solo 3 punti, frutto della vittoria per 3-1 contro la Bulgaria, chiudendo all'ultimo posto nel girone (con una differenza reti di -15 e sette sconfitte in otto partite) proprio alle spalle dei bulgari.

## Stadio
Dal 2012 al 2023 le partite della nazionale lituana sono state stabilmente ospitate dallo stadio LFF di Vilnius, già noto come stadio Vėtra e, ancor prima, come stadio Lokomotyvas. L'impianto, inaugurato nel 2004, è dotato di 5 067 posti a sedere.
Dopo il restauro dello stadio di Kaunas, lo Stadio Darius & Girenas, dal 2023, diventa la nuova struttura che ospita le partite della nazionale. Il Dariaus ir Girėno stadionas è pure lo stadio più grande dei Paesi baltici con i suoi 15.315 posti.

## Partecipazioni ai tornei internazionali
Dal 1940 al 1991 la Lituania non aveva una propria nazionale in quanto lo stato lituano era inglobato nell'Unione Sovietica. Esisteva, quindi, un'unica nazionale che rappresentava tutta l'Unione Sovietica.

Legenda: Grassetto: Risultato migliore, Corsivo: Mancate partecipazioni

## Statistiche dettagliate sui tornei internazionali

### Mondiali
| Anno | Luogo                    | Piazzamento      | V | N | P | Gol |
| ---- | ------------------------ | ---------------- | - | - | - | --- |
| 1930 | Uruguay                  | Non partecipante | - | - | - | -   |
| 1934 | Italia                   | Non qualificata  | - | - | - | -   |
| 1938 | Francia                  | Non qualificata  | - | - | - | -   |
| 1994 | Stati Uniti              | Non qualificata  | - | - | - | -   |
| 1998 | Francia                  | Non qualificata  | - | - | - | -   |
| 2002 | Corea del Sud / Giappone | Non qualificata  | - | - | - | -   |
| 2006 | Germania                 | Non qualificata  | - | - | - | -   |
| 2010 | Sudafrica                | Non qualificata  | - | - | - | -   |
| 2014 | Brasile                  | Non qualificata  | - | - | - | -   |
| 2018 | Russia                   | Non qualificata  | - | - | - | -   |
| 2022 | Qatar                    | Non qualificata  | - | - | - | -   |

### Europei
| Anno | Luogo                | Piazzamento     | V | N | P | Gol |
| ---- | -------------------- | --------------- | - | - | - | --- |
| 1996 | Inghilterra          | Non qualificata | - | - | - | -   |
| 2000 | Belgio / Paesi Bassi | Non qualificata | - | - | - | -   |
| 2004 | Portogallo           | Non qualificata | - | - | - | -   |
| 2008 | Austria / Svizzera   | Non qualificata | - | - | - | -   |
| 2012 | Polonia / Ucraina    | Non qualificata | - | - | - | -   |
| 2016 | Francia              | Non qualificata | - | - | - | -   |
| 2020 | Europa               | Non qualificata | - | - | - | -   |
| 2024 | Germania             | Non qualificata | - | - | - | -   |

### Confederations Cup
| Anno | Luogo                    | Piazzamento     | V | N | P | Gol |
| ---- | ------------------------ | --------------- | - | - | - | --- |
| 1992 | Arabia Saudita           | Non invitata    | - | - | - | -   |
| 1995 | Arabia Saudita           | Non invitata    | - | - | - | -   |
| 1997 | Arabia Saudita           | Non qualificata | - | - | - | -   |
| 1999 | Messico                  | Non qualificata | - | - | - | -   |
| 2001 | Corea del Sud / Giappone | Non qualificata | - | - | - | -   |
| 2003 | Francia                  | Non qualificata | - | - | - | -   |
| 2005 | Germania                 | Non qualificata | - | - | - | -   |
| 2009 | Sudafrica                | Non qualificata | - | - | - | -   |
| 2013 | Brasile                  | Non qualificata | - | - | - | -   |
| 2017 | Russia                   | Non qualificata | - | - | - | -   |

### Nations League
| Anno      | Luogo      | Piazzamento   | V | N | P | Gol  |
| --------- | ---------- | ------------- | - | - | - | ---- |
| 2018-2019 | Portogallo | 15° in Lega C | 0 | 0 | 6 | 3:16 |
| 2020-2021 | Italia     | 9° in Lega C  | 2 | 2 | 2 | 5:7  |

### Olimpiadi
| Anno | Luogo     | Piazzamento             | V | N | P | Gol |
| ---- | --------- | ----------------------- | - | - | - | --- |
| 1924 | Parigi    | Turno di qualificazione | 0 | 0 | 1 | 0:9 |
| 1928 | Amsterdam | Non partecipante        | - | - | - | -   |
| 1936 | Berlino   | Non partecipante        | - | - | - | -   |

## Tutte le rose

### Giochi olimpici
Calcio ai Giochi Olimpici Estivi 1924P Balčiūnas, P Darius, D Deringas, D Gelermanas, D Gvildys, D Hardingsonas, D Janušauskas, C Bartuška, C Byla, C Juozapaitis, C Razma, A Garbačiauskas, A Gecas, A Mikučiauskas, A Sabaliauskas, A Žebrauskas, CT: commissione tecnica

## Palmarès
- Coppa del Baltico: 10

1930, 1935, 1991, 1992, 1994, 1996, 1996, 1998, 2005, 2010

## Commissari tecnici
- 1923-1926 Commissione Tecnica Federale
- 1927  Ferenc Molnár
- 1927-1929 Commissione Tecnica Federale
- 1930-31  Vinzenz Dittrich
- 1932  Romualdas Marcinkus
- 1933  Mark Gold
- 1934  Václav Simon
- 1935-1936  Romualdas Marcinkus
- 1937  Karl Jiszda
- 1938  Romualdas Marcinkus
- 1939-1940  Walter Hahn
- 1990-1991  Benjaminas Zelkevičius
- 1992-1994  Algimantas Liubinskas
- 1995-1997  Benjaminas Zelkevičius
- 1998-1999  Kęstutis Latoža
- 1999  Robertas Tautkus
- 1999-2000  Stasys Stankus
- 2000  Julius Kvedaras
- 2000-2003  Benjaminas Zelkevičius
- 2003-2008  Algimantas Liubinskas
- 2008-2009  José Couceiro
- 2010-2011  Raimondas Žutautas
- 2012-2013  Csaba László
- 2014-2015  Igoris Pankratjevas
- 2016-2018  Edgaras Jankauskas
- 2019-2021  Valdas Urbonas
- 2021-  Reinhold Breu

## Rosa attuale
Lista dei giocatori convocati per le gare di UEFA Nations League 2024-2025 di ottobre 2024.
Presenze e reti aggiornate al termine della seconda gara.
|  | P | Edvinas Gertmonas     | 13 maggio 1997    | 15 | 0  | U Cluj                    |  |  |
|  | P | Deividas Mikelionis   | 8 maggio 1995     | 0  | 0  | Kauno Žalgiris            |  |  |
|  | P | Mantas Bertašius      | 3 maggio 2000     | 0  | 0  | Banga Gargždai            |  |  |
|  |   |                       |                   |    |    |                           |  |  |
|  | D | Justas Lasickas       | 6 ottobre 1997    | 55 | 2  | Olimpia Lubiana           |  |  |
|  | D | Edvinas Girdvainis    | 19 gennaio 1993   | 54 | 1  | Kauno Žalgiris            |  |  |
|  | D | Pijus Širvys          | 1º aprile 1998    | 20 | 3  | Maribor                   |  |  |
|  | D | Rokas Lekiatas        | 7 novembre 1998   | 13 | 0  | U Craiova                 |  |  |
|  | D | Kipras Kažukolovas    | 20 novembre 2000  | 12 | 0  | Astana                    |  |  |
|  | D | Artemijus Tutyškinas  | 8 agosto 2003     | 12 | 0  | ŁKS                       |  |  |
|  | D | Dominykas Barauskas   | 18 aprile 1997    | 11 | 0  | Górnik Łęczna             |  |  |
|  | D | Klaudijus Upstas      | 30 ottobre 1994   | 7  | 0  | Hegelmann Litauen         |  |  |
|  |   |                       |                   |    |    |                           |  |  |
|  | C | Vykintas Slivka       | 29 aprile 1995    | 69 | 3  | Sagan Tosu                |  |  |
|  | C | Modestas Vorobjovas   | 30 dicembre 1995  | 38 | 1  | İstanbulspor              |  |  |
|  | C | Paulius Golubickas    | 19 agosto 1999    | 28 | 2  | Žalgiris                  |  |  |
|  | C | Gvidas Gineitis       | 15 aprile 2004    | 16 | 0  | Torino                    |  |  |
|  | C | Artūr Dolžnikov       | 6 giugno 2000     | 14 | 1  | Kauno Žalgiris            |  |  |
|  | C | Giedrius Matulevičius | 5 marzo 1997      | 9  | 1  | Žalgiris                  |  |  |
|  | C | Titas Milašius        | 12 dicembre 2000  | 6  | 0  | Pogoń Siedlce             |  |  |
|  | C | Tomas Kalinauskas     | 27 aprile 2000    | 4  | 0  | Burton Albion             |  |  |
|  | C | Domantas Antanavičius | 19 novembre 1998  | 3  | 0  | Hegelmann Litauen         |  |  |
|  |   |                       |                   |    |    |                           |  |  |
|  | A | Fiodor Černych        | 21 maggio 1991    | 95 | 15 | Kauno Žalgiris (Capitano) |  |  |
|  | A | Gytis Paulauskas      | 27 settembre 1999 | 19 | 2  | Kolos Kovalivka           |  |  |
|  | A | Armandas Kučys        | 27 settembre 2003 | 13 | 4  | Celje                     |  |  |
|  | A | Valdas Paulauskas     | 4 febbraio 2001   | 2  | 0  | Banga Gargždai            |  |  |

## Record individuali
Record aggiornati al 10 giugno 2025.
- I giocatori in grassetto sono ancora in attività in nazionale.

### Record di presenze
| Pos. | Nome                  | Presenze | Reti | Periodo   |
| ---- | --------------------- | -------- | ---- | --------- |
| 1    | Saulius Mikoliūnas    | 101      | 5    | 2004-2022 |
| 2    | Fiodor Černych        | 100      | 15   | 2012-     |
| 3    | Arvydas Novikovas     | 96       | 12   | 2010-     |
| 4    | Andrius Skerla        | 84       | 1    | 1996-2011 |
| 5    | Deividas Šemberas     | 82       | 0    | 1996-2013 |
| 6    | Vykintas Slivka       | 72       | 3    | 2015-     |
| 7    | Tomas Danilevičius    | 71       | 19   | 1998-2012 |
| 8    | Žydrūnas Karčemarskas | 66       | 0    | 2002-2013 |
| 9    | Marius Stankevičius   | 65       | 4    | 2001-2013 |
| 9    | Aurelijus Skarbalius  | 65       | 5    | 1991-2005 |

### Record di reti
| Pos. | Nome                   | Reti | Presenze | Periodo   |
| ---- | ---------------------- | ---- | -------- | --------- |
| 1    | Tomas Danilevičius     | 19   | 71       | 1998-2012 |
| 2    | Fiodor Černych         | 15   | 100      | 2012-     |
| 3    | Antanas Lingis         | 12   | 33       | 1928-1938 |
| 3    | Arvydas Novikovas      | 12   | 96       | 2010-     |
| 5    | Edgaras Jankauskas     | 10   | 56       | 1991-2008 |
| 6    | Virginijus Baltušnikas | 9    | 42       | 1990-1998 |
| 7    | Jaroslav Citavičius    | 8    | 24       | 1926-1933 |
| 7    | Valdas Ivanauskas      | 8    | 28       | 1990-2000 |
| 7    | Darius Maciulevičius   | 8    | 38       | 1991-2005 |
| 7    | Robertas Poškus        | 8    | 48       | 1999-2011 |